# Tomasz Górski
Tomasz Górski (ur. 15 sierpnia 1973 w Poznaniu) – polski polityk, przedsiębiorca, poseł na Sejm V, VI i VII kadencji.

## Życiorys
W 1992 ukończył II Liceum Ogólnokształcące im. Generałowej Zamoyskiej i Heleny Modrzejewskiej w Poznaniu. Prowadził własną działalność gospodarczą. Do 2005 zasiadał w poznańskiej radzie miasta.
Należał do Przymierza Prawicy (działającego w latach 2001–2002), a następnie do Prawa i Sprawiedliwości. Z listy PiS w 2001 bez powodzenia kandydował do Sejmu, a w wyborach parlamentarnych w 2005 z został wybrany na posła V kadencji w okręgu poznańskim liczbą 8664 głosów. W wyborach parlamentarnych w 2007 po raz drugi uzyskał mandat poselski, otrzymując w okręgu pilskim 18 072 głosy. W 2009 bez powodzenia kandydował do Parlamentu Europejskiego. W 2011 kandydował w wyborach parlamentarnych z 11. miejsca na liście komitetu wyborczego PiS ponownie w okręgu poznańskim i uzyskał po raz trzeci z rzędu mandat poselski. Oddano na niego 9197 głosów (2,30% głosów oddanych w okręgu). 12 maja 2012 ogłosił swoją decyzję o przejściu do klubu parlamentarnego Solidarnej Polski. Przystąpił także do partii o tej nazwie, zasiadał w powołanej w grudniu 2013 radzie głównej tej formacji. 24 maja 2014 złożył rezygnację z członkostwa w klubie i partii. 14 września 2015 poinformował o przystąpieniu do partii KORWiN. W wyborach parlamentarnych w 2015 z jej ramienia nie uzyskał poselskiej reelekcji, wycofał się potem z działalności politycznej.
Później został kanclerzem niepublicznej Wyższej Szkoły Handlu i Usług w Poznaniu.

## Kontrowersje
Został oskarżony o wyłudzenie 18 kredytów na szkodę banków i firm pośrednictwa kredytowego. Tomasz Górski nie przyznawał się do winy. Później usłyszał kolejne zarzuty: przekroczenia uprawnień posła i wyłudzenia z Kancelarii Sejmu 400 tys. złotych.
30 stycznia 2023 został nieprawomocnie skazany za wyłudzenia kredytów, fałszowanie umów i posługiwanie się podrobionymi dokumentami na karę 2 lat pozbawienia wolności w zawieszeniu na 5 lat. Do wyłudzeń dochodziło pod koniec lat 90., gdy Tomasz Górski jeszcze nie był posłem, a pracował jako pełnomocnik w rodzinnych sklepach meblowych. 10 lutego 2025 został prawomocnie skazany na 1 rok i 10 miesięcy więzienia w zawieszeniu na 5 lat .